# Arequipa (stad)
Arequipa is de tweede stad qua inwonertal in Peru (na Lima/Callao) met 870.000 inwoners (2015). Sinds 2000 staat het centrum van de stad op de Werelderfgoedlijst. De stad ligt in het zuiden van het land, 1000 km verwijderd van Lima, op een hoogte van 2325 meter boven zeeniveau en ongeveer 300 kilometer ten noorden van de grens met Chili. Arequipa is officieel de zetel van het constitutioneel hof maar dit opereert in de praktijk vanuit de hoofdstad Lima.
De stad werd gesticht in 1540, werd meerdere malen beschadigd door aardbevingen en in 1600 zelfs bijna volledig vernietigd door een vulkaanuitbarsting. Elke aardbeving markeerde het begin van een nieuwe stijlperiode in de architectuur.
Het historisch centrum beslaat zo'n 332 hectare met gebouwen die gebouwd zijn in het lokaal gevonden vulkanisch gesteente. Hierin is zowel de invloed van Europese bouwstijlen en Indiaanse bouwmethoden. Deze stad wordt gekenmerkt door robuuste stadsmuren, bogen, gewelven, binnenplaatsen en open ruimtes, en wilderige barokke gevels. De Plaza de Armas wordt als een van de mooiste van Peru bevonden, waar de kathedraal en de talrijke koloniale gebouwen het plein sieren. In de stad is het ommuurde klooster van Santa Catalina de Siena te vinden.

## Oorsprong naamgeving
Over de oorsprong van de naam bestaat enige onduidelijkheid. De volgende verschillende verhalen doen de ronde:
- Het volk van de Aymara heeft de naam verzonnen. In hun taal betekent ari namelijk berg en quipa betekent ligt achter. Arequipa is dus de plaats die achter de berg ligt. Met de berg wordt hier de vulkaan Misti bedoeld.
- De vierde leider van de Inca's, Mayta Capac, reisde eens door de vallei. Hij was gecharmeerd van de omgeving en beval zijn gevolg te stoppen, waarbij hij Ari, quipay uitriep, te vertalen als Ja, hier blijven wij.

Arequipa wordt ook wel "De Witte Stad" genoemd, omdat veel gebouwen zijn opgetrokken uit het zilverwitte tufgesteente, sillar genaamd, dat door de vulkaan Misti is uitgestoten.

## Santa Catalina klooster
Midden in Arequipa ligt het Santa Catalina klooster, gesticht op 2 oktober 1580 met de bedoeling de dochters van de voornaamste families van de stad te beschermen. Het klooster is een aparte wijk in de oude binnenstad vol kleine straatjes en pleintjes met huizen in rode en blauwe kleuren. Het klooster was compleet afgesloten voor de buitenwereld, maar vanaf 1970 is het toegankelijk. Een gedeelte van het twee hectare grote gebied wordt nog bewoond door nonnen.

## Klimaat
In Arequipa heerst er een gematigd Andesklimaat: Overdag is het vrij warm, droog en zonnig maar de nachten zijn erg koud. Hierbij speelt de zeldzame bewolking overdag een grote rol.

## Aardbevingen en vulkaanuitbarstingen
De stad ligt in een actief gebied van vulkanen en aardbevingen. Arequipa wordt gedomineerd door 3 grote vulkanen: de Misti, de Chachani en de Pichu Pichu. In 1600 is de stad totaal verwoest geweest door een uitbarsting van de Huaynaputina. Grote aardbevingen hebben plaatsgevonden in 1687, 1868, 1958, 1960 en in 2001. Om deze redenen vindt men voornamelijk laagbouw in de stad.

## Bestuurlijke indeling
Deze stad (ciudad) bestaat uit veertien districten:
- Alto Selva Alegre
- Arequipa (hoofdplaats van de provincie)
- Cayma
- Cerro Colorado
- Jacobo Hunter
- José Luis Bustamante y Rivero
- Mariano Melgar
- Miraflores
- Paucarpata
- Sabandía
- Sachaca
- Socobaya
- Tiabaya
- Yanahuara

## Stedenbanden
Arequipa heeft een stedenband met:
- Arica, Chili
- Biella, Italië
- Charlotte, Verenigde Staten
- Cochabamba, Bolivia
- Corrientes, Argentinië
- El Tocuyo, Venezuela
- Firenze, Italië
- Guanajuato, Mexico
- Guangzhou, China
- Iquique, Chili
- La Paz, Bolivia
- Lins, Brazilië
- Maui, Verenigde Staten
- Monterrey, Mexico
- Morelia, Mexico
- Ponta Grossa, Brazilië
- Puebla, Mexico
- São Paulo, Brazilië
- Vancouver, Canada
- Zibo, China

## Geboren in Arequipa
- Francisco Xavier de Luna Pizarro (1780-1855), president van Peru en priester
- Juan Landázuri Ricketts (1913-1997), kardinaal-aartsbisschop van Lima
- Mario Vargas Llosa (1936-2025), schrijver en Nobelprijswinnaar (2010)
- Vladimiro Montesinos (1945), hoofd van de SIN (Servicio de Inteligencia Nacional)